# AKB48の劇場公演
AKB48の劇場公演（エーケービーフォーティーエイトのげきじょうこうえん）は、AKB48がAKB48劇場を主たる会場として行っている劇場ライブである。

## 概要
AKB48は、東京・秋葉原のドン・キホーテ秋葉原店（ミナミビル）8階にある専用のAKB48劇場を本拠地として、2005年12月8日のチームAによる「PARTYが始まるよ」第1回公演以来、メンバーによる劇場公演を行い、2016年5月28日のチーム8による昼公演でAKB48劇場での劇場公演4,000回を達成した。
後述のとおり、特別公演やひまわり組などを除いて通常の劇場公演は、原則としてチーム単位でオリジナルのセットリストによる公演を一定期間継続して行ってきた。また、後述のように劇場公演セットリスト（演目）のなかには、他のチームで使用されたり、繰り返し使用されているものもある。
AKB48劇場での公演は、姉妹グループの出張公演などを含めて2015年2月25日に総動員数100万人を超えた。
2020年3月12日、新型コロナウイルス感染症の流行拡大により、劇場オープン以来初めての配信限定の無観客での公演が行われた。2020年9月以降は、観客数を劇場の定員（250人）よりも少ない人数に制限しながら、出演メンバーの人数も通常公演では8人以下に制限して行っていた。
2024年2月4日の研究生による「そこに未来はある」公演から16人体制での通常公演が復活した。

## AKB48劇場での通常公演
各公演は、チーム名と序数詞を使用して「A 1st」のように略記されることもある。なお、本節ではチームの構成メンバー再編を「組閣」と表現する。
メンバーが卒業する時には、卒業公演として通常公演とは一部異なるセットリストおよび卒業セレモニーを組み込んだ公演が行われることがある。通常公演出演者16人以外の出演者が10人を超える場合もある。例としては、
- AKB48劇場 前田敦子卒業公演（2012年8月27日）[11][12][13] - チームA「目撃者」公演 +6曲、総勢28人
- 大島優子卒業公演（2014年6月9日）[14][15] - チームK「最終ベルが鳴る」公演 (「脳内パラダイス」公演の大島ソロ曲1曲追加) +5曲、総勢34人

### チームA
- 結成から初組閣までの初期体制（全522公演）

1. PARTYが始まるよ：2005年12月8日 - 2006年3月31日[16]（98公演）
  - サプライズ公演：2006年7月4日[17]
  - 特別公演：2006年12月8日[17]
2. 会いたかった：2006年4月15日 - 8月11日[16]（69公演）
3. 誰かのために：2006年8月20日 - 2007年1月25日[18]（83公演）
4. ただいま恋愛中：2007年2月25日 - 6月26日[18]（31公演）
  - リバイバル公演：2008年4月20日 - 10月11日[18]（86公演）
5. 恋愛禁止条例：2008年10月19日 - 2010年5月27日[19]（154公演）

- 2010年組閣体制（高橋チームA）

1. 目撃者：2010年7月27日 - 2012年10月29日[20]（101公演）

- 2012年組閣体制（篠田チームA → 横山チームA）
  - ウェイティング公演：2012年11月2日 - 2014年4月21日[20][21]（86公演）

2013年7月22日までは篠田チームA、翌23日以降は横山チームAとして公演を行っている[注釈 2]。
- 2014年組閣体制（高橋チームA）
  - 恋愛禁止条例：2014年4月25日 - 2015年8月23日[21][19][22]（70公演）
- 2015年組閣体制（横山チームA）

1. M.T.に捧ぐ：2016年2月10日 - 2018年5月16日[22][23][24][25][26][27]（60公演）

- 2018年組閣体制（岡部チームA）
  - 目撃者：2018年6月12日[28][29] - 2022年3月15日[30]
- 2022年組閣体制（向井地チームA）
  - 「重力シンパシー」公演：2022年5月11日[31][32] - 2023年10月16日[33]

### チームK
- 結成から初組閣までの初期体制（全451公演）

1. PARTYが始まるよ：2006年4月1日 - 7月5日[16]（61公演）
  - リバイバル公演：2006年11月8日 - 12月14日（9公演）
2. 青春ガールズ：2006年7月8日 - 11月6日[16]（77公演）
3. 脳内パラダイス：2006年12月17日 - 2007年6月22日[18]（64公演）
4. 最終ベルが鳴る：2008年5月31日 - 2009年4月4日[19]（150公演）
5. 逆上がり：2009年4月11日 - 2010年2月21日[20]（90公演）

- 2010年組閣体制（秋元チームK）

1. RESET：2010年3月12日 - 2012年10月24日[20]（205公演）[注釈 3]

- 2012年組閣体制（大島チームK、全106公演）
  - ウェイティング公演：2012年11月1日 - 2014年2月12日[20]（95公演）
  - 最終ベルが鳴る：2014年2月20日 - 4月16日[34][21]（11公演）
- 2014年組閣体制（横山チームK）
  - RESET：2014年5月7日 - 2015年8月26日[21][20][22]（82公演）
- 2015年組閣体制（峯岸チームK）
  - 最終ベルが鳴る：2015年11月30日 - 2018年5月15日[22][23][35]（71公演）
- 2018年組閣体制（込山チームK）
  - RESET：2018年7月6日[28][36][37] - 2022年4月6日[30]
- 2022年組閣体制（田口チームK）
  - 逆上がり：2022年4月25日[31] - 2023年10月13日[38]

### チームB
- 結成から初組閣までの初期体制（全542公演）

1. 青春ガールズ：2007年4月8日 - 10月2日[16]（94公演）
2. 会いたかった：2007年10月7日 - 2008年2月21日[16]（73公演）
3. パジャマドライブ：2008年3月1日 - 2009年2月1日[19]（209公演）
4. アイドルの夜明け：2009年2月8日 - 2010年4月16日[19]（166公演）

- 2010年組閣体制（柏木チームB）

1. シアターの女神：2010年5月21日 - 2012年10月22日[20]（280公演）[注釈 4]

- 2012年組閣体制（梅田チームB）
  - ウェイティング公演：2012年11月3日 - 2014年4月23日[20][21]（89公演）
- 2014年組閣体制（倉持チームB）
  - パジャマドライブ：2014年4月28日 - 2015年8月27日[19][21][22][39]（80公演）
- 2015年組閣体制（木﨑チームB[注釈 5]）
  - ただいま恋愛中：2015年12月26日 - 2018年5月28日[22][23][40][26][27]（70公演）
    - AKB48チームB+HKT48ひまわり組「ただいま 恋愛中」公演：2017年5月25日[41]
    - AKB48+HKT48「ただいま 恋愛中」公演：2018年5月7日[42]
- 2018年組閣体制（高橋朱里チームB → 岩立チームB）
  - シアターの女神：2018年9月8日[28][36][43] - 2022年3月19日[30]
- 2022年組閣体制（浅井チームB）
  - アイドルの夜明け：2022年4月29日[31] - 2023年10月6日[38]

### チーム4
- 大場チーム4
  - 僕の太陽：2011年10月10日 - 2012年10月25日[19]（94公演）[注釈 6]
- 峯岸チーム4
  - 手をつなぎながら：2013年11月3日 - 2014年4月15日[21]（64公演）
- 2014年組閣体制（峯岸チーム4）
  - アイドルの夜明け：2014年4月24日 - 2015年8月24日[21][22]（106公演）
- 2015年組閣体制（高橋朱里チーム4）
  - 夢を死なせるわけにいかない：2015年12月3日 - 2018年5月18日[22][23][26][27]（79公演）
- 2018年組閣体制（村山チーム4）
  - 手をつなぎながら：2018年6月6日[44][45] -  2022年4月4日[30]
    - AKB48チーム4+HKT48チームTII「手をつなぎながら」合同特別公演：2018年7月23日[46]
- 2022年組閣体制（倉野尾チーム4）
  - 「サムネイル」公演：2022年4月19日[31] - 2023年10月3日[47]

### チーム8
- PARTYが始まるよ
  - 2014年8月5日 - 2015年8月16日[22][48]（109公演）[注釈 7]
  - 2018年2月17日[49] - 11月3日（21公演）
- 会いたかった
  - 2015年9月5日 - 2017年8月20日[22][50]（106公演）
  - 2018年2月12日[51] - 11月4日（24公演）
- トップリード「君も8（エイト）で泣こうじゃないか」公演：2017年9月2日[52] - 2018年1月8日（24公演）
- 湯浅順司「その雫は、未来へと繋がる虹になる。」公演：2018年11月22日[53][54] -2023年8月29日[55]

### ひまわり組
1. 僕の太陽：2007年7月1日 - 11月30日[19]（124公演）
2. 夢を死なせるわけにいかない：2007年12月8日 - 2008年4月19日[19]（108公演）

### チーム制休止後
- 「ここからだ」公演（2024年12月8日 - ）[56][注釈 8][注釈 9]

### 特殊形態
著名人が考案したセットリストによる公演
- 春風亭小朝「イヴはアダムの肋骨」公演（2015年9月12日 - 2017年3月7日）[注釈 10][61][62][63]（31公演）
- 岩本輝雄「青春はまだ終わらない」公演（2015年9月18日 - 2017年3月17日）[注釈 11][63][64][65][66]（48公演）
- 田原総一朗「ド〜なる?!ド〜する?!AKB48」公演（2015年10月16日 - 2017年3月5日）[注釈 12][63][67][68]（38公演）
- 田中将大「僕がここにいる理由」公演（2015年11月8日 - 2016年12月27日）[注釈 13][69][70][71]（9公演）

プロデュース公演
- 小嶋陽菜「好感度爆上げ」公演（2016年11月21日 - 2017年4月13日）[注釈 14][72][73][74]（8公演）
- 外山大輔「ミネルヴァよ、風を起こせ」公演（2017年2月28日 - 2018年12月20日）[注釈 15][75][76]（24公演）
- 井上ヨシマサ「神曲縛り」公演（2017年7月20日 - 2018年12月25日）[注釈 16][78]（12公演）
- あおきー[注釈 17]「世界は夢に満ちている」公演（2017年8月16日 - 2018年12月18日）[注釈 18][76]（22公演）
- 牧野アンナ「ヤバイよ!ついて来れんのか?!」公演（2018年4月17日 - ）[注釈 19]
- 村山彩希「今日は誰に恋をする?」公演（2024年2月22日 - 2025年6月8日）[82][83][84][注釈 20]

第8回AKB48選抜総選挙における80位以内に入った最多議席数のグループメンバーによる公演
- 「サムネイル」公演（2017年5月12日[86] -  2019年6月20日[注釈 21]）[注釈 22]

柏木由紀が考案したセットリストによる公演
- 「僕の夏が始まる」公演（2019年6月30日 - ）[注釈 23][87][88][89]

 新型コロナウイルス感染症の流行の影響によって、少人数で行う公演
- ソーシャルディスタンス公演（2020年6月13日 - ）[90]
  - 当初は無観客配信限定で、出演メンバーは岡田奈々と向井地美音の2名のみから順次開始[90]。6月以降、出演メンバーの氏名やニックネームを使用した公演名が採用された[注釈 24]。2020年9月12日より少人数の観客を入れたソーシャルディスタンス公演を開始[91]。
- 「何回だって恋をする」公演（2021年9月6日 - ）[92]
  - 出演メンバーは、『根も葉もRumor』に収録された楽曲ごとの歌唱メンバーでペアを構成[92][注釈 25]。

### リバイバル公演
- 僕の太陽：2016年7月16日[93] - 2017年6月28日[94]（100公演）
- 僕の太陽（8人バージョン）：2021年11月21日[95] - 2024年8月31日[96]
- パジャマドライブ：2019年5月1日[注釈 26][97]（1公演）
- 村山彩希プロデュース「レッツゴー研究生！」：2018年10月31日[98]（1公演）
- RESET（8人バージョン）：2025年1月23日[99] -

### 研究生による劇場公演
AKB48劇場では、正規メンバーによる公演の他に、研究生を中心にした公演も行われている。研究生公演は、正規チーム公演の演目・衣装を借用して行う。
研究生による公演は、2008年5月22日に4期生と5期生によって試験的に実施されたのが最初であり、好評により継続された。
2009年に7期生の加入に合わせて研究生制度が改訂され、劇場公演を行う資格を判定するセレクション審査を合格したメンバーによってチーム研究生を結成し、劇場公演を行うことになった。2009年3月からチーム研究生による公演が開始された。
2011年4月8日以降は正規チーム公演とチーム研究生公演という区別を取り去り、演目別の公演として正規メンバーの出演割合が低くても公演を実施できる体制に変更された。その上で、研究生の参加数が過半数（9名以上）になると料金を一律1,000円値下げして、実質的な研究生公演扱いとした。
この時期の研究生公演扱いの公演は、正規メンバー不足によりやむを得ず研究生が上回ってしまったものと、研究生とチーム4メンバー中心の以前からの研究生公演と同様なものが混在している。演目としては「シアターの女神」がほとんどで、チーム4が欠員状態で公演スタートしてからは「僕の太陽」がしばしば研究生公演扱いになった。
13期生加入後の2012年3月29日からは「RESET」を、14期生加入後は「僕の太陽」を演目にした事実上の研究生公演が再開された。2012年11月1日からは演目別からチーム別公演に戻り、「僕の太陽」も研究生公演の位置づけで継続された。
2013年3月20日からは「パジャマドライブ」が研究生公演として始まった。同年8月24日には14期生までの研究生16人が正規メンバーとしてチーム4に昇格したが同公演に継続して出演した。15期生が全員出演しても研究生は半数以下であったが、同年10月27日の千秋楽まで研究生公演として行われていた。
16期生加入後の2017年2月11日から「16期研究生公演」として約3年半ぶりに再開された。
- 研究生公演 ただいま恋愛中（A 4th）：2008年5月22日 - 10月7日[18]（41公演）
- チーム研究生公演 アイドルの夜明け（B 4th）：2009年3月6日 - 2010年4月12日[19]（121公演）
- チーム研究生公演 恋愛禁止条例（A 5th）：2010年4月17日 - 6月18日[19]（30公演）
- チーム研究生公演 シアターの女神（B 5th）：2010年6月20日 - 2011年4月3日[20]（151公演）
  - シアターの女神（B 5th）（研究生公演扱い）：2011年4月10日 - 2012年3月17日
  - RESET（K 6th）（研究生公演扱い）：2011年5月17日、6月18日
  - 僕の太陽（4 1st）（研究生公演扱い）：2011年10月15日 - 2012年3月31日（12公演）
- RESET（K 6th）：2012年3月29日 - 9月8日[20]（56公演）
- 僕の太陽（H 1st/4 1st）：2012年8月19日 - 2013年3月17日[19]（88公演）
- パジャマドライブ（B 3rd）：
  - 2013年3月20日 - 10月27日[19]（108公演）
  - 2018年11月18日[104] - 2019年12月27日[105]
- 16期研究生公演：2017年2月11日[103] - 7月22日[106]（45公演）
- 村山彩希プロデュース「レッツゴー研究生！」公演：2017年7月28日 - 2018年7月7日[106][107]（88公演）
- 柏木由紀プロデュース「アイドル修業中♡」公演[注釈 27]：2018年5月4日 - 11月17日[108][104][注釈 28]（79公演）
- 17期研究生「ただいま 恋愛中」公演：2022年9月4日[109][注釈 29] -
- 18期研究生「ただいま 恋愛中」公演：2023年7月2日[110][注釈 30] -
- 「そこに未来はある」公演：2024年2月4日[9][注釈 31] -

### CD/DVD販売
2017年2月28日現在
| チーム   | CD/DVD | 1st | 2nd | 3rd | 4th | 5th | 6th | 7th |
| -------- | ------ | --- | --- | --- | --- | --- | --- | --- |
| A        | CD     | ○   | ○   | ○   | ○   | ○   | ○   | －  |
| A        | DVD    | ○   | ○   | ○   | ○   | ○   | ○   | ○   |
| K        | CD     | ○   | ○   | ○   | ○   | ○   | ○   | －  |
| K        | DVD    | ○   | ○   | ○   | ○   | ○   | ○   | －  |
| B        | CD     | ○   | ○   | ○   | ○   | ○   | －  | －  |
| B        | DVD    | ○   | ○   | ○   | ○   | ○   | －  | －  |
| 4        | CD     | ○   | －  | －  | －  | －  | －  | －  |
| 4        | DVD    | ○   | ○   | －  | －  | －  | －  | －  |
| ひまわり | CD     | ○   | ○   | －  | －  | －  | －  | －  |
| ひまわり | DVD    | ○   | ○   | －  | －  | －  | －  | －  |

## 公演内容

### 公演フォーマット
2008年以降に初演の通常公演では、おおむね以下のようなフォーマットが取られている。なお、A6th・K6th・B5thではovertureの前に研究生によるオープニングアクト（A6th・K6thは前座ガールズ、B5thでは前座ガール）が入る。A7thでは自己紹介のパートが無く、MCパートで数人ずつ自己紹介をする。また、終演後に出演メンバー全員によるハイタッチ会やお見送りが行われるようになってからは、終演アナウンスが省略されている。
1. 日替わりメンバーによる開演前アナウンス
2. overture
3. 全体曲（4曲程度）
4. 自己紹介と本日のお題
5. ユニット曲（5曲程度）
6. MC（メンバー数人）
7. 全体曲（3曲程度）
8. MC（メンバー全員を2グループに分けて）
9. 全体曲（1曲）
10. （アンコール）
11. 全体曲（2曲程度）
12. アンコールのお礼
13. 全体曲（1曲）
14. 挨拶
15. 日替わりメンバーによる終演アナウンス

### 演出
照明とセリ、ステージ後方のどんでん返しなどを使用した演出が行われる。
曲によっては、以下のような演出道具が使われることもある。
- スモーク
- 桜の花びら
- キャノン砲による紙テープ発射
- 金色・銀色のセロハン
- シャボン玉
- メンバーによる紙テープ投げ
- メンバーによる紙ひこうき投げ
- メンバーによるバラ（造花）投げ

### 楽器演奏
公演の中で、メンバーが楽器演奏を披露するものがある。
- 「PARTYが始まるよ」公演の「あなたとクリスマスイブ」でのピアノ演奏
- 「脳内パラダイス」公演の「友よ」でのバンド演奏
- 「アイドルの夜明け」公演の「アイドルの夜明け」でのマーチングバンド演奏
- シングル「GIVE ME FIVE!」発売に伴う各チーム公演でのバンド演奏
- 井上ヨシマサ「神曲縛り」公演の「泣きながら微笑んで」でのピアノ＆サックス演奏と、「Everyday、カチューシャ（ボサノヴァver.） 」でのピアノ＆サックス演奏[111]。

### 生誕祭
メンバーの誕生日を祝うイベントのこと。通常は誕生日またはその前後にあたる公演日に行われる。おおまかな流れとしては、通常通りの公演の最後の挨拶の途中で仕切り役のメンバーにより「ちょっと待った。今日は○○（メンバー名）の生誕祭です。」などと発言して挨拶を中断すると「涙サプライズ!」のBGMが流れる。舞台袖からニセモノのバースデーケーキが用意され、ろうそくに火が灯される。観客と共に全員で「ハッピー・バースデー・トゥ・ユー」を合唱し、当人がろうそくの火を吹き消し、観客にお礼の言葉や今後の抱負などを話すという流れである。オーソドックスな演出ツールは、サイリウム、バースデーケーキ、花束の贈呈だが、メンバーの両親や公演に出演していないメンバーからの手紙が読まれるなどの演出が行なわれることがある。
演出と演出ツール
舞台の上での演出やケーキ、花束は劇場側が用意する。サイリウムなど客席での演出ツールは自主的に集まったファンたちが生誕祭の実行委員会を構成し、資金を出し合って調達する。
フラワースタンド
劇場ロビーにフラワースタンドが2006年10月ごろから設置されるようになった。手配をするのは生誕祭の実行委員会などである。劇場側が用意するものではない。

### アンダー
アンダー（understudy：代役）とは、レギュラーとして出演するメンバーが個人の仕事や体調不良などで休演する場合に他のメンバーが代理で出演すること、またはその代理メンバー自身のことを指す。
アンダーは、休演メンバーの担当部分すべてを一人で行う場合と、ユニット曲と全体曲とで別々に立てる場合とがある。アンダーは、基本的に研究生または同じチーム内のメンバーが務めるが、他チームのメンバーが務めることがある。チーム内でアンダーを務める場合、そのメンバーの元々のポジションに別のアンダーが入ることもある。
なお、ソロパートを持つメンバーが突然の体調不良などで休演となった場合、公演中でも他のメンバーがアンダーを務めたり、また、アンダーの手配が間に合わずその曲目が中止になってしまうこともある。

## チケット販売
劇場への入場チケットの販売方法は、2024年12月8日以降の劇場公演はAKB48チケットセンターによる予約抽選制となっている。当選者にはメールで通知され事前決済を行う。チケットはZAIKOによる電子チケットとなっている。通常、公演チケットの募集枠は、原則として以下の通りとなっている。
1. 100発100中権利
2. 100発98中権利
3. 柱の会会員枠
4. AKB48グループ映像倉庫会員枠
5. 一般枠
6. ファミリーカップル枠
7. 女性小中学生枠

- 100発100中権利および100発98中権利は予約抽選で優先的に当選できる権利で、この枠で応募すればほぼ確実に当選する。98中権利は応募できる公演に制約があるが、100中権利は制約がない。いずれもAKB48関連のイベントやキャンペーンなどの景品として権利が付与されることがある。付与された本人以外への権利譲渡はできない。
- 6、7の枠での当選者は指定席となっており、所定の座席エリアに座る。それ以外での当選者は自由席（立ち見含む）となっており、原則として当選枠に関わらずロビーで行う入場順抽選によって劇場内へ入場する。
- 女性客限定公演や柱の会会員限定など特定の条件を満たした人のみ応募可能な公演も実施されている。

## シアターGロッソでの通常公演
2009年5月より、東京ドームシティアトラクションズ内シアターGロッソでも不定期で公演や握手会を実施していた。ただし、こちらは専用劇場ではなくスーパー戦隊シリーズのキャラクターショーなどとの共用であった。
1. シアターGロッソ公演 夢を死なせるわけにいかない：2009年6月4日[115] - 10月23日（40公演）

## 特別公演

### AKB48劇場での特別公演
通常の公演とは異なるセットリストにより行われるもので、出演メンバーも公演ごとに選ばれる。定期的に行われるものと不定期に行われるものがある。定期的に行われるものでは、元旦（元日）公演（1月1日）や周年特別記念公演（12月8日）があり、2012年以降は、毎年3月11日に東日本大震災の復興支援特別公演が行われている。不定期に行われるものは、CD購入特典やタイアップ企業のキャンペーンなどがあり、2018年6月20日には初めて修学旅行生を対象とした公演も行われた。
- バイトAKB 素敵な思い出をありがとう公演 〜最後の本気バイト、劇場で見てください!!〜（2015年2月28日）[123][124]
- チームK 2期生10周年記念特別公演（2016年4月1日）[注釈 38][125]
- 14期生公演〜 泣いても笑ってもラストステージ 〜（2017年3月26日）[126]
- 3期生10周年公演（2017年4月8日）[127]
- 4期生10周年公演（2017年5月26日）[128][129]
- 9期生公演 〜2年後また逢おう!〜（2017年11月2日）[130]
- 第9期生10周年公演（2019年11月29日）[131]
- AKB48劇場15周年記念 年忘れだよ！大晦日公演（2020年12月31日）[132]
- 12期生10周年特別公演（2021年6月20日）[133]
- 13期生10周年特別公演（2021年12月21日）[134][135]
- AKB48劇場2021年大晦日公演（2021年12月31日）[136]
- 3期生15周年公演（2022年5月8日）[137]
- 14期生10周年特別公演（2022年8月24日）[138]
- AKB48劇場2022年大晦日公演（2022年12月31日）[139]
- 15期生10周年特別公演（2023年6月30日）[140]
- AKB48劇場大晦日公演〜年忘れアイドルの歌2023〜（2023年12月31日）[141]
- AKB48劇場リニューアル前最終公演 〜6843日6552公演の思い出をありがとう。〜（2024年9月1日）[142]
- AKB48劇場大晦日公演 〜AKB48 Award Member of the Year 2024〜（2024年12月31日）[143]

#### 卒業公演
メンバーがグループから卒業する際に行われる卒業公演は通常の劇場公演が開催された最後に卒業セレモニーという形式で行われるが、下記に示すような1公演分全てを特別なセットリストを組んで行われる場合がある。姉妹グループへの移籍者も卒業記念としてAKB48劇場での最後の公演が特別に行われることがある。
- 高橋みなみ卒業特別記念公演〜10年の軌跡〜（2016年4月8日）[注釈 39][144][145]
- 島崎遥香 卒業公演（2016年12月26日）[146][147]
- KOJIMA FINAL COUNTDOWN 3rd 小嶋陽菜 卒業公演（2017年4月19日）[148][149]
- 木﨑ゆりあ 卒業公演（2017年9月30日）[150][151]
- 島田晴香 卒業公演（2017年11月13日）[152]
- 佐藤すみれ AKB48劇場ファイナル特別公演〜あの頃のすーめろでぃー〜（2017年12月15日）[153]
- 渡辺麻友 卒業公演（2017年12月26日）[154][155]
- 北原里英AKB48劇場最終公演 地方組&5期生10周年特別公演（2018年3月1日）[156]
- 市川美織 AKB48劇場 ラストアイドル公演〜今が旬!秋葉原発祥フレッシュレモン、出荷します〜（2018年4月18日）[157]
- 矢作萌夏 卒業公演（2019年12月26日）[158][159]
- 川本紗矢 卒業公演〜2486日間の宝物〜（2020年8月30日）[160][161]
- 峯岸みなみ 卒業公演（2021年5月28日）[162]
- 山内鈴蘭卒業記念公演〜私の原点〜（2021年11月18日）[163]
- 横山由依 卒業公演（2021年12月9日）[164]
- 大家志津香 卒業公演（2021年12月28日）[165]
- 加藤玲奈 卒業公演（2022年2月14日）[166][167]
- 入山杏奈 卒業公演（2022年3月16日）[168][169]
- 宮崎美穂 卒業公演（2022年4月14日）[170][171]
- 岡田奈々 卒業公演（2023年4月2日）[172][173]
- 茂木忍 卒業公演（2024年1月19日）[174]
- 本田仁美 卒業公演（2024年1月28日）[175][176]
- 岡部麟 卒業公演（2024年4月4日）[177]
- 小田えりな 卒業公演（2024年4月23日）[178]
- 柏木由紀 卒業公演（2024年4月30日）[179][180]
- 谷口めぐ 卒業公演（2024年5月30日）[181]
- 込山榛香 卒業公演（2025年2月28日）[182][183]

#### AKB48劇場周年特別記念公演
- AKB48劇場3周年特別公演（2008年12月8日）[184]
- AKB48劇場4周年記念イベント（2009年12月8日）[185]
- AKB48劇場5周年特別記念公演（2010年12月8日）[186]
- AKB48劇場6周年特別記念公演（2011年12月8日）[187]
- AKB48劇場7周年特別記念公演（2012年12月8日）[188]
- AKB48劇場8周年特別記念公演（2013年12月8日）[189]
- AKB48劇場9周年特別記念公演（2014年12月8日）[190]
- AKB48劇場10周年特別記念公演（2015年12月8日）[191][192][193]
- AKB48劇場オープン11周年特別記念公演（2016年12月8日）[194]
- AKB48劇場12周年特別記念公演（2017年12月8日）[195]
- AKB48劇場13周年特別記念公演（2018年12月8日）[196]
- AKB48劇場14周年特別記念公演（2019年12月8日）[197]
- AKB48劇場16周年特別記念公演（2021年12月8日）[198]
- AKB48劇場17周年特別記念公演（2022年12月8日）[199]
- AKB48劇場18周年特別記念公演（2023年12月8日）[200]

#### チーム8結成周年記念特別公演
- チーム8 結成3周年記念特別公演（2017年4月3日）[201]
- チーム8結成4周年記念特別公演（2018年4月3日）[202]
- チーム8結成5周年記念特別公演（2019年4月3日）[203]
- チーム8結成9周年記念特別公演（2023年4月6日）[204][205]
- デビュー10周年！47の素敵な皆様へ！（2024年4月3日）[206]

#### 高橋みなみプロデュース公演
下記の出典
- STAFF公演（2016年2月16日）[注釈 40]
- お蔵入り公演（2016年2月17日）[注釈 41]
- いちごちゃんず公演（2016年2月18日）[注釈 42]
- ダンス選抜公演（2016年2月20日）[注釈 43]
- ザ・アイドル公演（2016年2月22日）[注釈 44]
- カオス公演（2016年2月25日）[注釈 45]
- Saturday Night公演（2016年2月27日）[注釈 46]
- 愛しのにゃんにゃんお誕生日おめでとう公演（2016年2月28日）[注釈 47]

### SKE48劇場（旧・SUNSHINE STUDIO）での特別公演
- AKB48 in SUNSHINE STUDIO（2008年6月15日） - 選抜メンバー
- SKE48公演開始まであとわずか!最後の気合いを入れにAKB48がやってきた!（2008年9月13日） - A・K選抜メンバー
- AKB48研究生出張公演「パジャマドライブ」公演（2013年8月18日） - 相笠・岩立・内山・梅田・岡田彩・岡田奈・北澤・小嶋・篠崎・髙島・西野・橋本・前田・峯岸・村山・茂木
- AKB48 チーム8 特別公演「PARTYが始まるよ」（2014年8月5日 - 7日） - 大西・北・近藤・谷口・中野（5日・7日のみ出演）・永野（6日のみ出演）・長・橋本・濵・早坂・人見・廣瀬・藤村・山田・山本亜・山本瑠・横道

### NMB48劇場での特別公演
- AKB48研究生出張公演「パジャマドライブ」公演（2013年8月9日） - 相笠・岩立・梅田・大和田・岡田奈・北澤・小嶋・佐藤・篠崎・高島・土保・西野・福岡・前田・村山・茂木

### HKT48劇場での特別公演
- AKB48研究生出張公演「パジャマドライブ」公演（2013年7月22日） - 相笠・市川・内山・岡田彩・岡田奈・北澤・小嶋・込山・高島・土保・西野・橋本・前田・向井地・茂木・湯本
- HKT48+AKB48合同公演「ただいま恋愛中」公演（2017年8月14日） - 柏木・木﨑・坂口渚・竹内・朝長・馬・矢吹・山邊・渡辺麻+HKT48（駒田・坂口理・指原・下野・田島・渕上・本村）[210]

### シアターGロッソでの特別公演
- AKB48 in シアターGロッソ プレオープン特別公演：2009年5月29日 - 6月3日

### TOKYO DOME CITY HALLでの特別公演
- 「見逃した君たちへ」〜AKB48グループ全公演〜（2011年5月24日 - 6月8日・10日 - 12日）
- 「見逃した君たちへ2」〜AKB48グループ全公演〜（2012年5月3日 - 24日）
- 「思い出せる君たちへ」〜AKB48グループ全公演〜（2013年5月2日 - 25日）

## ウェイティング公演
2012年11月1日に実施された2度目のチーム再編成に伴い、新チームでの新公演が始まるまでのつなぎとして実施された公演。通常公演に準じた扱いになっている。AKB48グループ全楽曲の中から各チーム毎にキャプテンが中心になって話し合い選曲したセットリストで構成され、出演するメンバーは16名となり、毎回メンバーが入れ替わり公演を行う。
公演フォーマットは通常公演にほぼ則っているが、通常公演ではメドレー曲を除くとフルコーラス演奏が基本であるのに対し、ショートバージョンの曲も交えている。
各チームとも公演参加人数の16人よりもメンバーが多く、出演メンバーも固定していないため、研究生公演でも見られる複数ポジションを担当するメンバーが多いのもこの公演の特徴でもある。
この公演は前述の通りメンバー自身が公演を構成しているために、チームAは一部楽曲の変更とセットリストの変更、チームKは一部楽曲の変更、チームBはの曲順の変更をそれぞれ行った。さらにチームKは、2014年にチームKウェイティング公演II「最終ベルが鳴る」に演目を変更している。
当初、ウェイティング公演への研究生の出演は、楽曲のバックダンサーとしてのみとなっていたが、2013年5月5日に状況によって研究生のアンダー出演を行うことが発表された。さらに、2013年8月24日には、正規メンバーでもチームの垣根を越えたアンダー出演が可能となることが発表された。
2014年4月に実施された3度目のチーム再編成により終了。

## ネット配信
AKB48劇場で行われる劇場公演は、特別公演など一部を除いて有料ネット配信で観覧することができる。ネット配信には、公演終了後に視聴期間限定で掲載されるアーカイブ配信と、劇場からリアルタイムで配信される生配信がある。
- 2008年10月1日、劇場公演ネット配信「AKB48 LIVE!! ON DEMAND」を動画配信サイト「NETCINEMA.TV」で開始[215]。
- 2009年2月25日、動画配信サイトを「NETCINEMA.TV」から「DMM.com」に変更[216]。
- 2013年7月22日、劇場公演の生配信を開始[217]。
- 2015年12月21日、AKB48劇場10周年を記念し、AKB48・SKE48・NMB48・HKT48 LIVE!! ON DEMANDにて配信された劇場公演映像を対象としたリバイバル配信サービス「AKB48グループ REVIVAL!! ON DEMAND」を開始[218]。
- 2020年2月3日よりLiVR（現・VR SQUARE）に「AKB48チャンネル」を開設し、VR映像による生配信を開始[219]。さらに2021年3月2日より「AKB48+（PLUS）チャンネル」を開設し、生配信に加えてアーカイブ配信を開始するとともに「AKB48チャンネル」は同年3月末をもって終了した[220]。